# Геи африканского происхождения
Геи африканского происхождения (GMAD) — это крупнейшая и старейшая афроамериканская организация, посвященная исключительно благополучию чернокожих геев. Компания GMAD была основана в 1986 году в Нью-Йорке преподобным Чарльзом Энджелом. Группа работала над решением уникальных проблем для чернокожих геев в Америке посредством образовательной, социальной и политической мобилизации.

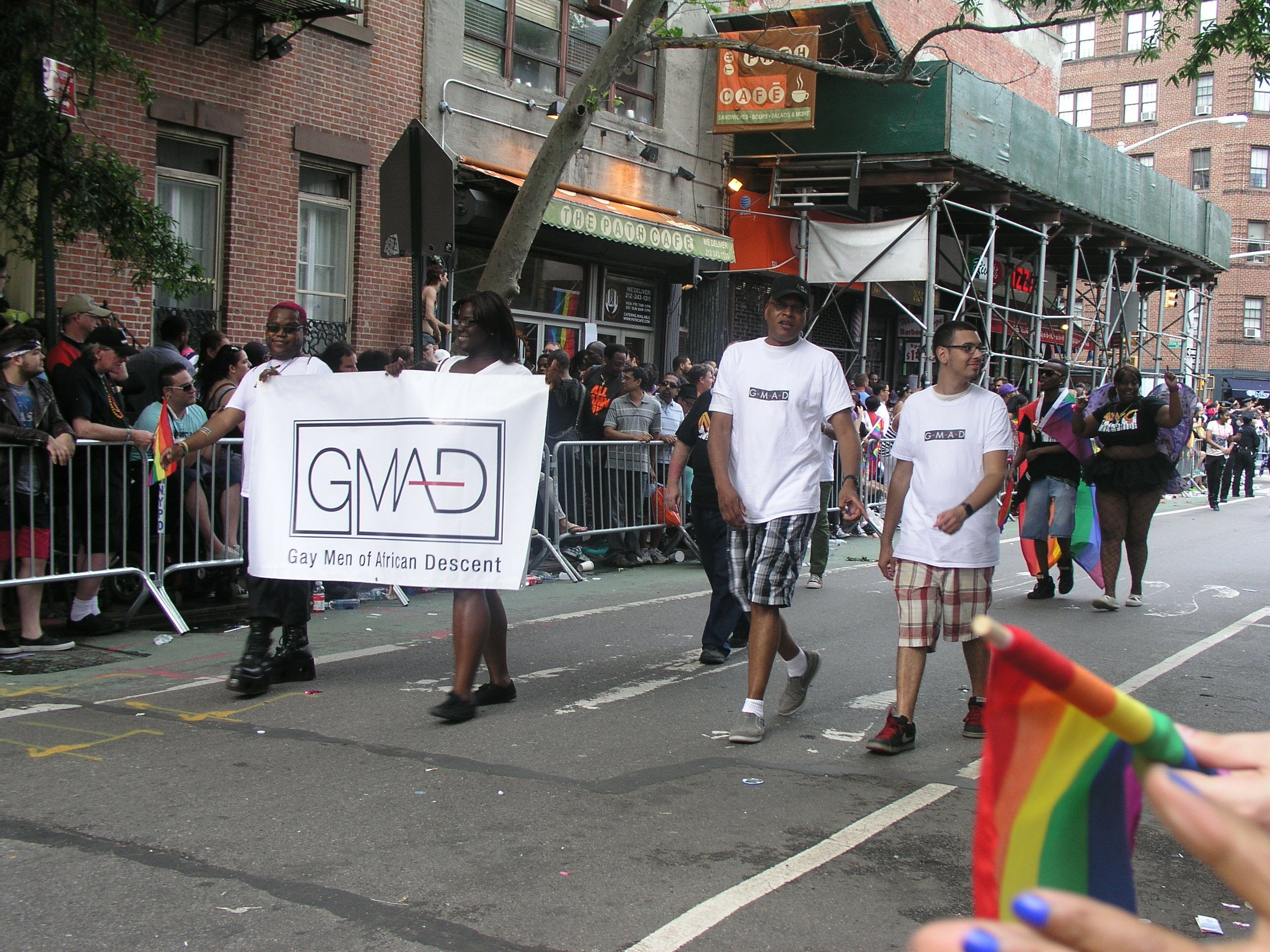
Геи африканского происхождения в Нью-Йорке. Парад гордости 2015 года

## История
С середины 1980-х годов по настоящее время проводится еженедельное мероприятие «Пятничный вечер». Это мероприятие предоставляет членам сообщества возможность для диалога по ряду тем: отношения, старение, секс, ВИЧ/СПИД, воспитание детей, гомофобия и многое другое. Сегодня организация продолжает проводить информационно-просветительские мероприятия наряду с тестированием на ВИЧ, скринингом на сифилис и терапией.